# グレプ・ウラジミロヴィチ (ペレヤスラヴリ公)
グレプ・ウラジミロヴィチ（ロシア語: Глеб Владимирович、生没年不明）は、キエフ大公ウラジーミル・モノマフとその妻ギータとの間の子で、ペレヤスラヴリ公となったとみなされている人物である。ただし、実在の人物ではないという異論もある。
ヴァシリー・タチーシチェフ(ru)の説によれば、グレプは1113年から、兄弟のヴャチェスラフと共に父のナメストニク（代官）としてスモレンスク公国を統治し、1118年にはヤロポルクの治めるペレヤスラヴリ公国へと移されたという。
一方、ニコライ・カラムジンなどの研究者は、グレプの存在を否定している。